# Jeanette
Jeanette és el nom artístic de Janette Anne Dimech (Londres, 10 d'octubre del 1951), una cantant d'origen britànic nacionalitzada espanyola que ha cantat principalment en castellà, però que també ho ha fet en català, anglès, francès, japonès i alemany.

## Biografia
Janette Anne Dimech va ser filla d'un pare procedent de l'antic Congo Belga, però d'ascendència maltesa, i d'una canària que es conegueren a Londres. La Jeanette nasqué i visqué a la capital britànica fins que els seus pares marxaren a viure als Estats Units l'any 1953. S'establiren primer a Chicago i a partir del 1961 a Los Angeles, on nasqueren els dos germans petits de Jeanette; el divorci dels pares portà que la mare i els tres fills paressin casa a Barcelona. En els anys 60, Jeanette aprengué a tocar la guitarra i a compondre cançons, en l'estil de cantants folk com Bob Dylan, Donovan i The Byrds. Entrà en el grup musical Pic Nic, amb Toti Soler i Jordi Sabatés, i l'any 1969 tingueren un cert èxit amb la cançó Cállate niña; poc després, el grup es va desfer. Contragué matrimoni amb el futbolista hongarès Laszlo Kristof, amic del també esportista Zoltán Czibor, i residiren a Viena durant un temps.
L'any 1971 presentà Soy rebelde, el seu primer disc senzill en solitari; anecdòticament, la productora trascrigué erròniament el seu nom per Jeanette, i aquesta forma fixà definitivament el seu nom artístic. Començà aleshores la carrera en solitari de la cantant, amb títols d'anomenada en els anys 70 com Corazón de poeta, El muchacho de los ojos tristes, Con qué derecho, Ojos hacia el sol, Frente a frente, Cuando estoy con él, Por qué te vas (la seva cançó més coneguda, i número 1 de vendes en diversos països), Si te vas, te vas, ¿Qué puedo hacer?, Reluz, Comiénzame a vivir. Alguns dels seus compositors foren José Luis Perales, Manuel Alejandro i el nicaragüenc Hernaldo Zúñiga, i tingué per arreglista Waldo de los Ríos. Carlos Saura emprà la cançó Por qué te vas com a banda sonora de la pel·lícula Cría cuervos (1976).
En l'actualitat la Jeanette viu a Barcelona.

## Discografia

### Senzills

#### Amb el grup Pic-Nic
- 1967: Cállate, niña/Negra estrella
- 1968: Amanecer/No digas nada
- 1968: Me olvidarás/Él es distinto a ti
- 1968: Hush, Little Baby/Blamin's Not Hard To Do/You Heard My Voice

#### En solitari
- 1971: Soy rebelde/Oye papá, oye mamá
- 1972: Estoy triste/No digas nada
- 1973: Palabras, promesas/Debajo del platanero
- 1974: ¿Por qué te vas?/Seguiré amando
- 1975: Hoy nos hemos dicho adiós/El mundo con amor
- 1977: Todo es nuevo/Pequeña preciosa
- 1978: No digas buenas noches/Heaven, please, don't let it rain tonight
- 1978: Voy a tener un niño/De mujer a mujer
- 1981: Frente a frente/Cuando estoy con él
- 1981: Corazón de poeta/Comiénzame a vivir
- 1981: Sorrow/A Heart so warm and so tender
- 1982: El muchacho de los ojos tristes/Toda la noche oliendo a ti"
- 1983: Reluz/Más de cien sentidos
- 1983: Con qué derecho/No me fío más
- 1984: Amiga mía/Baila conmigo
- 1984: Ojos en el sol/Buenas noches
- 1989: China/Por nada del mundo
- 1989: Loca por la música/Sinceridad

### Àlbums de llarga durada

#### AmbPic Nic
- 1968: Pic-Nic (reeditat a l'any següent quan el grup es va desfer, amb el títol Cállate niña)

#### En solitari
- 1973: Palabras, promesas
- 1976: ¿Por qué te vas?
- 1977: Todo es nuevo
- 1981: Corazón de poeta
- 1983: Reluz
- 1984: Ojos en el sol
- 1989: Loca por la música
- 1996: Sigo rebelde (Recopilatorio)